# Rom 5:12
Rom 5:12 es el décimo álbum de estudio de la banda sueca de black metal Marduk. Fue grabado y mezclado entre diciembre de 2006 y enero de 2007 y lanzado el 24 de abril de ese mismo año a través de Blooddawn Productions y Regain Records. La versión en CD incluye un booklet de 44 páginas. Se lanzó una edición en vinilo (LP), de la cual tan solo existen 500 ejemplares. ROM 5:12 es el último álbum en el que participa Emil Dragutinovic, siendo más tarde reemplazado por Lars Broddesson (de Excessum y Absurdeity) durante algunas grabaciones. El exvocalista y baterista Joakim Göthberg aparece como invitado en la canción "Cold Mouth Prayer". La canción 1651 cuenta con la aprticipación de la banda de Martial Industrial Arditi.

## Lista de canciones
| N.º | Título                                                                            | Duración |  |
| 1.  | «The Levelling Dust»                                                              | 5:11     |  |
| 2.  | «Cold Mouth Prayer» (featuring Joakim Göthberg de Dimension Zero)                 | 3:28     |  |
| 3.  | «Imago Mortis»                                                                    | 8:36     |  |
| 4.  | «Through the Belly of Damnation»                                                  | 4:19     |  |
| 5.  | «1651»                                                                            | 4:54     |  |
| 6.  | «Limbs of Worship»                                                                | 4:24     |  |
| 7.  | «Accuser/Opposer» (featuring Naihmass Nemtheanga a.k.a Alan Averil de Primordial) | 8:43     |  |
| 8.  | «Vanity of Vanities»                                                              | 3:40     |  |
| 9.  | «Womb of Perishableness»                                                          | 7:01     |  |
| 10. | «Voices from Avignon»                                                             | 5:08     |  |

## Trivia
- El título del álbum hace una referencia a un verso de la biblia, Romanos Capítulo 5, Versículo 12: "Por tanto, como el pecado entró en el mundo por un hombre, y por el pecado la muerte, así la muerte pasó a todos los hombres, por cuanto todos pecaron".
- La canción "1651" fue escrita y tocada únicamente por Arditi.

## Créditos
- Mortuus – voz
- Morgan Steinmeyer Håkansson – guitarra
- Magnus "Devo" Andersson – bajo
- Emil Dragutinovic – batería en las canciones 1, 2, 4, 6 y 10 (posiblemente en la canción 8 también)
- J. Gustafsson - batería en las canciones 3, 7 y 9
- Joakim Göthberg (Dimension Zero) –  voz invitado en "Cold Mouth Prayer"
- Naihmass Nemtheanga (Primordial)– voz invitado en "Accuser/Opposer"